# Evermannichthys
Evermannichthys is een geslacht van straalvinnige vissen uit de familie van grondels (Gobiidae). Het geslacht is voor het eerst wetenschappelijk beschreven in 1919 door Metzelaar.

## Soorten
- Evermannichthys bicolor Thacker, 2001
- Evermannichthys convictor Böhlke & Robins, 1969
- Evermannichthys metzelaari Hubbs, 1923
- Evermannichthys silus Böhlke & Robins, 1969
- Evermannichthys spongicola (Radcliffe, 1917)